# 란프랑코
란프랑코(이탈리아어: Lanfranco, 1005년 경 ~ 1089년 5월 24일)는 노르망디 공국의 베네딕도회 수사가 되기 위하여 자신의 경력을 단절한 이탈리아의 법관이다. 노르망디에서 벡 수도원장과 성 스테파노 수도원장으로, 윌리엄 1세의 노르만인의 잉글랜드 정복 후에는 잉글랜드의 캔터베리 대주교로 활동하였다. 파비아의 랑프랑코, 벡의 란프랑코, 캔터베리의 랑프랑코 등으로도 불린다. 그의 캔터베리 대주교 후임은 스콜라 철학의 창시자로 불리는 캔터베리의 안셀모이다.